# Organització Revolucionària Zomi
L'Organització Revolucionària Zomi (Zomi Revolutionary Organization, ZRO) és una organització política dels mizo o zomi de Manipur.
Fou creada el 1993. La seva branca armada és l'Exèrcit Revolucionari Zomi (Zomi Revolutionary Army, ZRA), que fou creada el 1997. L'organització representa als paite d'ètnia zomi del districte Churachandpur de Manipur, que el 1997 van començar a ser atacats pels kuki (Organització Nacional Kuki i l'Exèrcit Nacional Kuki d'un costat; i elFront Nacional Kuki, d'un altre).
L'organització reclama l'establiment d'un estat mizo format pels territoris mizos a Myanmar, Manipur i Mizoram, que s'anomenaria Zogam que vol dir "Terra dels Zomi", dins la Unió Índia.
Thanzlianpau Guite, ex-membre del parlament de Myanmar és el president de l'organització. Phanznianpau Guite és el president de l'Exèrcit.
L'Organització Revolucionària Zomi i l'Exèrcit Revolucionari Zomi tenen certs vincles amb el Front Nacional Mizo de Mizoram. Els seus aliats són el Kanglei Yawol Kanna Lup (KYKL), organització de Manipur, el Consell Nacional Socialista de Nagalim i l'Organització d'Alliberament Kuki (Kuki Liberation Organization KLO).
Enfrontada inicialment amb els hmar de la Hmar People’s Convention-Democracy (HPC-D), van signar amb aquest grup la pau el 8 d'abril de 2004, a Lailam Veng, Lamka, al districte de Churachandpur.
El 9 d'agost del 2005 va ver un acord d'aturada d'operacions amb el govern, però sembla que les seves activitats d'extorsió no es van aturar.